# نادی‌واژونی
نادْیْ‌واژونْی (به مجاری:  Nagyvázsony) یک شهرداری در مجارستان است که در ناحیه وسپرم واقع شده‌است و ۷۶٫۲۹ کیلومتر مربع مساحت و ۱٬۸۴۸ نفر جمعیت دارد.